# Tommy Cooper
Tommy Frederick Cooper, född 19 mars 1921 i Caerphilly, Wales, död 15 april 1984 i London (hjärtinfarkt), var en brittisk komiker. Han bar ofta en röd fez vid sina framträdanden.
Cooper var mest känd för sina kvicka skämt och sin uppenbara talang för att misslyckas med sina trollerinummer. I själva verket var Cooper en erkänt skicklig magiker och medlem i The Magic Circle.
Han kom att avlida i direktsändning i brittisk TV. När han kollapsade på scenen i slutet av sitt sista framträdande trodde publiken först att det ingick i Coopers komedinummer och började därför att applådera och skratta, men i verkliga fallet drabbades han av en kraftig hjärtinfarkt, något han drabbats av ett par år tidigare, men Cooper hade inte ändrat sin livsstil trots läkarnas inrådan, en livsstil som innebar att han kunde röka upp till 17 cigarrer om dagen och under flera år kämpat mot ett alkoholmissbruk.